# Zlaté Moravce

Zlaté Moravce (allemand : Goldmorawitz, hongrois : Aranyosmarót) est une ville de la région de Nitra, dans l'ouest de Slovaquie. Sa population est de 13 500 habitants.

## Histoire
La plus ancienne mention de Zlaté Moravce remonte à 1113 (Morowa).

## Démographie

### Évolution de la population
| Année:               | 1994.  | 2004.    | 2014.    | 2024.   |
| -------------------- | ------ | -------- | -------- | ------- |
| Nombre de personnes: | 15 694 | 13 554   | 11 855   | 11 762  |
| Différence:          |        | -13,63 % | -12,53 % | -0,78 % |

| Année:               | 2023.  | 2024.   |
| -------------------- | ------ | ------- |
| Nombre de personnes: | 11 803 | 11 762  |
| Différence:          |        | -0,34 % |

## Personnalités liées à Zlaté Moravce
- József Samassa (1828-1912), cardinal né à Aranyosmarót (aujourd'hui Zlaté Moravce)
- José Cziffery (1902-1964), peintre né à Aranyosmarót (aujourd'hui Zlaté Moravce)